# Grand Prix de Denain 1978
La 20e édition du Grand Prix de Denain a eu lieu le 28 mars 1978. Elle a été remportée par le Belge Frank Hoste.

## Classement final
Frank Hoste remporte la course.
| Classement final, | Classement final,      | Classement final, | Classement final,         | Classement final, |
|                   | Coureur                | Pays              | Équipe                    | Temps             |
| ----------------- | ---------------------- | ----------------- | ------------------------- | ----------------- |
| 1er               | Frank Hoste            | Belgique          | Ijsboerke-Gios            |                   |
| 2e                | Jos Jacobs             | Belgique          | Ijsboerke-Gios            |                   |
| 3e                | Gustaaf Van Roosbroeck | Belgique          | Ijsboerke-Gios            |                   |
| 4e                | Jørgen Marcussen       | Danemark          | Avia-Groene Leeuw         |                   |
| 5e                | Dirk Wayenberg         | Belgique          | Ijsboerke-Gios            |                   |
| 6e                | Walter Naegels         | Belgique          | Avia-Groene Leeuw         |                   |
| 7e                | André Mollet           | France            | Miko-Mercier-Hutchinson   |                   |
| 8e                | Frans Verhaegen        | Belgique          | Marc-Zeepcentrale-Superia |                   |
| 9e                | Eddy Furnière          | Belgique          | Avia-Groene Leeuw         |                   |
| 10e               | Rudi Hesters           | Belgique          | Avia-Groene Leeuw         |                   |
| modifier          |                        |                   |                           |                   |